# Động đất Hoa Liên 2024
Động đất Hoa Liên 2024 (tiếng Trung: 2024年花蓮地震) là trận động đất xảy ra vào lúc 07:58 (NST), ngày 3 tháng 4 năm 2024. Trận động đất có cường độ 7,4 Mw, tâm chấn độ sâu khoảng 34,8 km. Sau trận động đất, Trung Quốc, Đài Loan, Nhật Bản và Philippines đã phát cảnh báo sóng thần. Sóng thần cao 82 cm ghi nhận tại Nghi Lan, Đài Loan.
Động đất đã làm rung chuyển toàn bộ đảo Đài Loan và các đảo thuộc tỉnh Okinawa, Nhật Bản. Hoa Liên là khu vực chịu thiệt hại nặng nề nhất. Trận động đất đã làm 19 người chết, 1.147 người bị thương, 442 người mắc kẹt, 1 người mất tích. 87.000 hộ gia đình bị mất điện. Đây là trận động đất mạnh nhất trong vòng 25 năm qua kể từ khi Đài Loan ghi nhận trận động đất vào năm 1999 khiến hàng nghìn người thiệt mạng.